# Emmerson Boyce
Pour les articles homonymes, voir Boyce.
Emmerson Orlando Boyce (né le 24 septembre 1979 à Aylesbury en Angleterre) est un joueur de football barbadien. Il joue au poste de défenseur.

## Biographie

### En club
Formé à Luton Town, il rejoint Crystal Palace en 2004 et joue pour la première fois en Premier League. Il y reste deux ans et part pour Wigan Athletic pour un montant de £ 1 million.
Il joue un rôle clé dans le maintien de son nouveau club en 2006-07. En mai 2013, il est le capitaine de Wigan Athletic lors de la victoire en FA Cup contre Manchester City (1-0).
Le 5 août 2015, il rejoint gratuitement Blackpool après un séjour de neuf ans à Wigan.

### En équipe nationale
Sélectionné à 12 reprises en équipe de la Barbade (trois buts marqués), il a notamment disputé les éliminatoires des Coupes du monde de 2014 et 2018, ainsi que les éliminatoires des Coupes caribéennes de 2014 et 2017.

#### Buts en sélection
| Buts en sélection d'Emmerson Boyce | Buts en sélection d'Emmerson Boyce | Buts en sélection d'Emmerson Boyce               | Buts en sélection d'Emmerson Boyce | Buts en sélection d'Emmerson Boyce | Buts en sélection d'Emmerson Boyce | Buts en sélection d'Emmerson Boyce |
|                                    | Date                               | Lieu                                             | Adversaire                         | Score                              | Résultat                           | Compétition                        |
| ---------------------------------- | ---------------------------------- | ------------------------------------------------ | ---------------------------------- | ---------------------------------- | ---------------------------------- | ---------------------------------- |
| 1.                                 | 7 septembre 2014                   | Stade Pierre-Aliker, Fort-de-France (Martinique) | Bonaire                            | 1-0                                | 4-1                                | QCAR 2014                          |
| 2.                                 | 10 juin 2015                       | Trinidad Stadion, Oranjestad (Aruba)             | Aruba                              | 1-0                                | 2-0                                | QCM 2018                           |
| 3.                                 | 10 juin 2015                       | Trinidad Stadion, Oranjestad (Aruba)             | Aruba                              | 2-0                                | 2-0                                | QCM 2018                           |

NB : Les scores sont affichés sans tenir compte du sens conventionnel en cas de match à l'extérieur (Barbade-Adversaire).

## Palmarès
- Wigan Athletic
  - Vainqueur de la FA Cup en 2012-13.